# 内比都喷泉公园
内比都喷泉公园 位于 内比都是缅甸一个公园。 内比都喷泉公园面积165-英畝（0.67-平方） ，邻近市政厅，拥有钢结构拱门。内比都喷泉公园内有一个大池塘，拥有3个喷泉，11个小池塘共有13个喷泉，还有30-英尺（9.1-） 高的钟塔、娱乐中心等等。